# Pablo Palacios Alvarenga
Pablo Javier Palacios Alvarenga (Coronel Oviedo, Departamento de Caaguazú, Paraguay; 22 de junio de 1988) es un futbolista paraguayo. Juega de delantero y su equipo actual es Güemes de Santiago del Estero de la Primera Nacional de Argentina.

## Trayectoria
En la temporada 2016-17 fichó por Gimnasia y Esgrima de Mendoza para disputar el Torneo Federal A, donde estuvo cerca de lograr el ascenso y finalizó máximo goleador del torneo con 21 tantos. A la siguiente temporada, Palote volvió a terminar como máximo goleador del torneo y con el condimento de lograr el ascenso a la Primera B Nacional.
En 2018, pasó a San Martín de San Juan para jugar en la Primera División de Argentina.

## Estadísticas
| Tacuary FC Paraguay             |               |               |     |    |    |    |     |      |      |
| 1.ª                             | 2009-A        | ?             | 1   | —  | —  | ?  | 1   | ?    |      |
| 1.ª                             | 2009-C        | ?             | 1   | —  | —  | ?  | 1   | ?    |      |
| 1.ª                             | 2010-A        | 4             | 0   | —  | —  | 4  | 0   | 0.00 |      |
| 1.ª                             | 2010-C        | 3             | 0   | —  | —  | 3  | 0   | 0.00 |      |
| 1.ª                             | 2012-A        | 7             | 0   | —  | —  | 7  | 0   | 0.00 |      |
| Total club                      | Total club    | 32            | 2   | 0  | 0  | 32 | 2   | 0.06 |      |
| Sport Colombia Paraguay         |               |               |     |    |    |    |     |      |      |
| 2.ª                             | 2013          | 27            | 6   | —  | —  | 27 | 6   | 0.22 |      |
| Total club                      | Total club    | 27            | 6   | 0  | 0  | 27 | 6   | 0.22 |      |
| San Lorenzo Paraguay            |               |               |     |    |    |    |     |      |      |
| 2.ª                             | 2014          | 6             | 0   | —  | —  | 6  | 0   | 0.00 |      |
| Total club                      | Total club    | 6             | 0   | 0  | 0  | 6  | 0   | 0.00 |      |
| Sol de América (F) Argentina    |               |               |     |    |    |    |     |      |      |
| 3.ª                             | 2015          | 25            | 3   | —  | —  | 25 | 3   | 0.12 |      |
| Total club                      | Total club    | 25            | 3   | 0  | 0  | 25 | 3   | 0.12 |      |
| Unión (VK) Argentina            |               |               |     |    |    |    |     |      |      |
| 3.ª                             | 2016          | 13            | 6   | —  | —  | 13 | 6   | 0.46 |      |
| Total club                      | Total club    | 13            | 6   | 0  | 0  | 13 | 6   | 0.46 |      |
| Gimnasia (M) Argentina          |               |               |     |    |    |    |     |      |      |
| 3.ª                             | 2016-17       | 32            | 21  | 4  | 0  | 36 | 21  | 0.59 |      |
| 3.ª                             | 2017-18       | 33            | 21  | 4  | 4  | 37 | 25  | 0.68 |      |
| Total club                      | Total club    | 65            | 42  | 8  | 4  | 73 | 46  | 0.63 |      |
| San Martín (SJ) Argentina       |               |               |     |    |    |    |     |      |      |
| 1.ª                             | 2018-19       | 13            | 5   | —  | —  | 13 | 5   | 0.38 |      |
| 1.ª                             | 2019-20       | 12            | 0   | 2  | 0  | 14 | 0   | 0.00 |      |
| Total club                      | Total club    | 25            | 5   | 2  | 0  | 27 | 5   | 0.19 |      |
| Central Córdoba (SdE) Argentina |               |               |     |    |    |    |     |      |      |
| 1.ª                             | 2021          | 0             | 0   | —  | —  | 0  | 0   | 0.00 |      |
| Total club                      | Total club    | 0             | 0   | 0  | 0  | 0  | 0   | 0.00 |      |
| Mitre (SdE) Argentina           |               |               |     |    |    |    |     |      |      |
| 2.ª                             | 2021          | 20            | 6   | —  | —  | 20 | 6   | 0.30 |      |
| Total club                      | Total club    | 20            | 6   | 0  | 0  | 20 | 6   | 0.30 |      |
| Resistencia SC Paraguay         |               |               |     |    |    |    |     |      |      |
| 1.ª                             | 2022-A        | 19            | 5   | —  | —  | 19 | 5   | 0.26 |      |
| 1.ª                             | 2022-C        | 15            | 0   | —  | —  | 15 | 0   | 0.00 |      |
| Total club                      | Total club    | 34            | 5   | 0  | 0  | 34 | 5   | 0.15 |      |
| Sol de América Paraguay         |               |               |     |    |    |    |     |      |      |
| 2.ª                             | 2023          | 4             | 0   | —  | —  | 4  | 0   | 0.00 |      |
| Total club                      | Total club    | 4             | 0   | 0  | 0  | 4  | 0   | 0.00 |      |
| Huracán Las Heras Argentina     |               |               |     |    |    |    |     |      |      |
| 3.ª                             | 2024          | 0             | 0   | —  | —  | 0  | 0   | 0.00 |      |
| Total club                      | Total club    | 0             | 0   | 0  | 0  | 0  | 0   | 0.00 |      |
| Total carrera                   | Total carrera | Total carrera | 251 | 75 | 10 | 4  | 261 | 79   | 0.30 |
| 1. 2.                           |               |               |     |    |    |    |     |      |      |

## Palmarés

### Otros logros
- Ascenso a la Primera B Nacional con Gimnasia de Mendoza en la temporada 2017-18.

### Distinciones individuales
| Distinción                                           | Año     |
| ---------------------------------------------------- | ------- |
| Goleador del Torneo Federal A (21 goles).            | 2016-17 |
| Premio Alumni al mejor jugador del Torneo Federal A. | 2017    |
| Goleador del Torneo Federal A (21 goles).            | 2017-18 |